# Stadsprijs Geraardsbergen 1995
De 64e editie van de Belgische wielerwedstrijd Stadsprijs Geraardsbergen werd verreden op 30 augustus 1995. De start en finish vonden plaats in Geraardsbergen. De winnaar was Andrei Tchmil, gevolgd door Henk Vogels en Frank Vandenbroucke.

## Uitslag
| Stadsprijs Geraardsbergen 1995 |                     |                       |      |
| Plaats                         | Naam                | Ploeg                 | Tijd |
| Winnaar                        | Andrei Tchmil       | Lotto-Isoglass        |      |
| 2                              | Henk Vogels         | Novell Software-Decca |      |
| 3                              | Frank Vandenbroucke | Mapei-GB              |      |

1912 · 1913 · 1914–1926 · 1927 · 1928–1932 · 1933 · 1934 · 1935 · 1936 · 1937 · 1938 · 1939 · 1940 · 1941 · 1942 · 1943 · 1944 · 1945 · 1946 · 1947 · 1948 · 1949 · 1950 · 1951 · 1952 · 1953 · 1954 · 1955 · 1956 · 1957 · 1958 · 1959 · 1960 · 1961 · 1962 · 1963 · 1964 · 1965 · 1966 · 1967 · 1968 · 1969 · 1970 · 1971 · 1972 · 1973 · 1974 · 1975 · 1976 · 1977 · 1978 · 1979 · 1980 · 1981 · 1982 · 1983 · 1984 · 1985 · 1986 · 1987 · 1988 · 1989 · 1990 · 1991 · 1992 · 1993 · 1994 · 1995 · 1996 · 1997 · 1998 · 1999 · 2000 · 2001 · 2002 · 2003 · 2004 · 2005 · 2006 · 2007 · 2008 · 2009 · 2010 · 2011 · 2012 · 2013 · 2014 · 2015 · 2016 · 2017 · 2018 · 2019 · 2020 · 2021 · 2022